# You Are The Only One
"You Are The Only One" é o segundo single do EP All The Right Wrongs, da cantora pop Emily Osment. Foi lançado como single em 22 de fevereiro de 2010.

## Informações
Foi escrita por Emily Osment, Anthony Fagenson e James Maxwell Collins, na canção, Osment sobre o seu namorado ser único na vida dela e que só existe ele para ela. Essa música se destaca por não ter muito efeito computadorizado em sua voz como acontece nas canções de "All the Way Up" e "Let's Be Friends".

## Faixas
| Download digital |                        |                               |         |  |
| N.º              | Título                 | Compositor(es)                | Duração |  |
| 1.               | "You Are the Only One" | Emily Osment, Antonina Armato | 3:17    |  |
| Duração total:   | Duração total:         | Duração total:                | 3:17    |  |

## Videoclipe
O Video começa com Emily e seu namorado em uma festa. Logo ele fica com seus amigos e não lhe dá atenção. Logo após começa a chover e aparece a Emily segurando um guarda-chuvas.

## Posições
| Paradas (2009)                                  | Posições |
| ----------------------------------------------- | -------- |
| Canadá — iTunes                                 | 63       |
| Canadá — iTunes Pop Songs                       | 31       |
| Estados Unidos — Bubbling Under Hot 100 Singles | 22       |